# Myrmecaelurus spectabilis
Myrmecaelurus spectabilis är en insektsart som beskrevs av Navás 1912. Myrmecaelurus spectabilis ingår i släktet Myrmecaelurus och familjen myrlejonsländor. Inga underarter finns listade i Catalogue of Life.